# Luo Ronghuan
Luo Ronghuan (Contea di Hengshan, 26 novembre 1902 – Pechino, 16 dicembre 1963) è stato un generale e politico cinese.
Fu vicepresidente del Comitato permanente del Congresso nazionale del popolo.

## Biografia
Luo nacque in un villaggio nella contea di Hengshan, nella provincia di Hunan. Nel 1919, all'età di 17 anni, si iscrisse alla scuola media Xiejun di Changsha. Cinque anni dopo, iniziò a frequentare la Università dello Shandong (allora College Privato Qingdao), completando un corso preparatorio in Industria nel Commercio nel 1926. Si unì alla Lega della Gioventù Comunista Cinese nell'aprile 1927 e al Partito Comunista Cinese più tardi nello stesso anno. Durante la Lunga marcia fu il capo della sicurezza dell'Armata Rossa Cinese.
Dopo la seconda guerra mondiale, Luo fu il commissario politico di Lin Biao nella Cina nord-orientale durante la guerra civile cinese. All'insaputa degli estranei, il contributo di Luo alla vittoria comunista nel nord-est e quindi in larga misura, altrove nella Cina continentale fu molto più grande di quello che era stato precedentemente pubblicizzato, e in effetti, maggiore di quello di Lin Biao. Il motivo è che la gente ha spesso trascurato il contributo politico di Luo concentrandosi sulle vittorie militari di Lin Biao. Tuttavia, Lin Biao o altri comandanti comunisti non sarebbero mai stati in grado di ottenere alcuna vittoria militare se non vi fosse statoalcun sostegno politico forte e stabile da parte delle truppe e della popolazione in generale. È qui che l'importanza di Luo si è rivelata critica: l'abile lavoro politico di Luo assicurò la lealtà delle truppe e il sostegno popolare dei comunisti.
Dopo la fine della seconda guerra mondiale, i comunisti smilitarizzarono più di un milione di sue truppe. Tuttavia, la demilitarizzazione comunista era lontana dalla pacifica demilitarizzazione delle controparti nazionaliste, e in effetti la demilitarizzazione comunista faceva parte della lotta di classe di Mao Zedong in cui la maggior parte di queste truppe e quadri demilitarizzati furono perseguitati. Il motivo della persecuzione delle truppe e dei quadri all'interno del loro stesso rango era semplice: nonostante la loro dedizione al comunismo, quelle truppe e quadri venivano bene a fare un ambiente familiare. Di conseguenza, i comunisti non solo rischiavano di perdere il sostegno popolare, ma anche di affrontare l'alienazione e la defezione nei loro stessi ranghi. Luo fu determinante per fermare la diffusa persecuzione e quindi salvò i comunisti nella Cina nord-orientale dalla perdita del sostegno popolare, così come i sostegni all'interno dei propri ranghi, rafforzò così i comunisti, assicurò le successive vittorie militari di Lin Biao e Luo fece tutto questo contro i desideri di Mao. Non fu dopo aver assistito al successo di Luo che Mao iniziò a lodare il suo sforzo.
Come risultato del successo di Luo, la defezione e la diserzione tra i comunisti a Liaodong, Jilin e Heilongjiang ammontavano solo a circa 60 000, mentre in altre regioni controllate dai comunisti come solo nello Shandong, la defezione e la diserzione erano più di 300 000 secondo l'ammissione di Mao e la forza comunista nello Shandong era molto più piccola di quella di quelle tre province del nordest. Il coraggio di Luo di respingere la persecuzione dell'ideologia della lotta di classe di Mao aveva salvato i comunisti cinesi nel nord-est da un certo fallimento.
Dopo la formazione della Repubblica Popolare Cinese nel 1949 divenne capo di stato maggiore dell'Esercito Popolare di Liberazione. Fu fatto maresciallo nel 1955.
Luo era membro del 7° Comitato Centrale del PCC e dell'ottavo Politburo. Quando Luo morì nel 1963, sia Mao che Lin Biao parteciparono al suo funerale; il suo funerale fu uno dei due soli funerali a cui il maresciallo Lin Biao partecipò, l'altro era il funerale del suo ex capo di stato maggiore e comandante in capo dell'aeronautica militare dell'EPL, il generale Liu Yalou.